# Le Haras
Pour plus de détails, voir Fiche technique et Distribution.
Le Haras (titre original : A ménesgazda) est un film hongrois réalisé en 1978 par András Kovács. Il fut sélectionné au 29e Festival international du film de Berlin en 1979.

## Synopsis
Hongrie, 1950. À l'époque de l'édification du socialisme, un jeune paysan, armé d'une foi communiste inébranlable, est placé à la direction d'un haras de l'État. Ses subalternes sont d'anciens officiers de la cavalerie horthyste qui, en dépit de leurs compétences et de leur savoir-faire supérieurs, sont forcés de lui obéir. Tous, pourtant, sont animés du même amour de la patrie, mais les divergences idéologiques les divisent de façon inconciliable... Une tragédie de la Hongrie de l'immédiat après-guerre.

## Fiche technique
- Titre original : A ménesgazda
- Titre français : Le Haras
- Réalisation : András Kovács
- Scénario : A. Kovács, d'après une nouvelle d'Istvan Gáll
- Photographie : Lajos Koltai, couleurs
- Décors : Béla Zeichan
- Montage : Ferenc Szécsényi
- Production : Objektiv Studio/Dialog Studio
- Pays d'origine :  Hongrie
- Durée : 102 min
- Année de réalisation : 1978
- Genre : Film historique, film dramatique

## Distribution artistique
- József Madaras : Jani, le directeur du haras
- Ferenc Bács :  Bazsi
- Ferenc Fábián : Mátyás
- Csongor Ferenczy : Kisbaró
- András Csiky : Ághy
- Károly Sinka : Schobert
- Sándor Horváth : Máte
- András Ambrus : Muran

## Commentaire
- « Dans Le Haras en 1978, c'est l'époque du gel stalinien qui est interpellée, à propos de l'aventure individuelle d'un jeune paysan communiste placé à la tête d'un haras (...). Son univers de certitudes craque, autour de lui les cadres du parti disparaissent ou se taisent, la menace des camps est précise, la nuque grasse de Rákosi oblitère l'écran l'espace d'un plan. Malgré l'application de József Madaras à donner vie au personnage, malgré quelques séquences d'action (...) clairement destinées à mettre un peu de chair sur le squelette du film, celui-ci ne se départit jamais d'une raideur qui tient le spectateur à distance », confesse, à contrecœur semble-t-il, Jean-Pierre Jeancolas. (in : Le cinéma hongrois 1963-1988, Éditions du CNRS)
- Émile Breton estime, a contrario, que Le Haras est « l'œuvre la plus riche d'András Kovács ». « Film historique (l'action se situe en pleine guerre froide), film de réflexion sur la douloureuse naissance d'une nation (la Hongrie socialiste), film lyrique sur les amours des chevaux - et l'amour des chevaux - dans un élevage d'État, ce film est tout cela à la fois et du même mouvement », assure-t-il. (in : Dictionnaire des films, Microcosme/Seuil)
- Denis A. Canal résume ce sentiment en écrivant : « Il (le film) respire un immense amour de ce pays déchiré. » (in : Dictionnaire mondial des films, Éditions Larousse)